# Гао Сяньчжи
Гао Сяньчжи или Ко Сонджи (умер 24 января 756 года) — военачальник китайской династии Тан корейского происхождения. Великий полководец своего времени. Наиболее известен своими экспедициями в Сиюй (современный Синьцзян и центральноазиатские республики) и через Памир, а также к Аралу и Каспию. В 751 г. он командовал танскими войсками в Таласской битве против армии Аббасидского халифата. Поражение Тан знаменовало собой окончание экспансии империи Тан, но также привело к сворачиванию восточной экспансии Аббасидского халифата.
Около Нового 756 года, Гао и его соратник Фэн Чанцин были разбиты на перевале Тун войсками восставшего против танской власти в 755 году Ань Лушаня. Гао и Фэн оскорбили могущественного евнуха Бянь Линчэна (邊令誠) и Бянь обвинил Фэна в трусости, а Гао в коррупции. Оба генерала были казнены.

## Молодость
Гао Сяньчжи был сыном Ко Саге, генерала царства Когурё (одного из трёх царств Кореи), которое было разгромлено альянсом Тан и Силла в 668 году. Ко Саге был захвачен танскими войсками и после перешёл на их сторону, получив пост в армии. Сяньчжи родился, когда его отец служил в западных танских землях. Сяньчжи обладал прекрасной внешностью, но отец беспокоился из-за его умственной медлительности. Тем не менее он с ранних лет проявлял отвагу и овладел искусством всадника и лучника, в чём достиг больших успехов.
Лояльность и мужество Гао Сяньчжи позволили ему занять пост генерала армии уже в 20 лет, во время службы в Центральной Азии, в районе Кашгара, вместе со своим отцом, под началом танского военного командования региона Аньси (安西, штаб-квартира в нынешнем Аксу, Синьцзян). Он последовательно служил под командованием военных губернаторов (цзедуши) Тянь Жэньваня (田仁琬) и Гай Цзяюня (蓋嘉運), хотя они его не продвигали. Сменивший Гая Фумэн Линча (夫蒙靈詧) был впечатлён и несколько раз рекомендовал Сяньчжи к повышению. К концу эры «Кайюань» (727—741) императора Сюань-цзуна он стал заместителем Фумэна.

## Первая западная кампания
В это время, в княжестве малый Болюй (小勃律, ныне Балтистан, частично Гилгит) к власти пришла партия союзников Туфаня — Тибетской империи, в результате чего около 20 городов-государств этого горного региона решили стать тибетскими вассалами. Тибетская принцесса вышла замуж за князя малого Болюя. Тян Жэньвань, Гай Цзяюня, и Фумэн Линча, все трое по очереди пытались атаковать малый Болюй, но неудачно. В 747, Гао Сяньчжи повёл 10 000 всадников в атаку на малый Болюй по 3-м дорогам, что ошарашило и малых Болюйцев и тибетские гарнизоны, стоявшие в княжестве. В действительности некоторые старейшины и жители горных перевалов были подкуплены танскими офицерами. Сяньчжи захватил князя и его тибетскую супругу и отбыл с ними на территорию Тан.
Всё же Фумэн был зол, что Гао отчитался не своему непосредственному начальнику, а прямо императору Сюань-цзуну, так что Фумэн непристойно обзывал его и грозился убить. Евнух Бянь Линчэн, посланный императором Сюань-цзуном для слежки за войсками Гао, заступился за Гао и сообщил об угрозах Фумэна императору. Императору Сюань-цзуну, в ответ, около нового 748 года, вызвал Фумэна обратно в столицу — Чанъань и выдвинул Гао на его пост. Несмотря на это, Гао никогда не терял уважения к Фумэну, хотя арестовал несколько подчинённых Фумэна, которые напали его нового заместителя на посту военного губернатора Чэн Цяньли (程千里), и армейских офицеров Би Сычэня (畢思琛) и Ван Тао (王滔), но затем освободил их, заявив, что так они выпустили свой гнев и теперь могут продолжать службу, под его началом. Он доверил Фэн Чанцину быть своим помощником, доверяя ему возглавлять войска или, наоборот, охранять лагерь, если войска вёл сам Гао. Ли Сые также впервые отличился на военном поприще под командованием Гао.
В результате первой самостоятельной кампании Гао, Тан начала соперничать за влияние с Аббасидским халифатом и Туфанем за контроль над территорией нынешнего Пакистана и Афганистана. Порядка 72 местных индийских и согдийских королевств стали танскими вассалами, что послужило концом власти Тибета в памирском регионе. Так в его генерал-губернаторство Анси перешли такие земли как Токмак (рядом с Муйнак), Куча и Кашмир и стали формально подчиняться танской администрации.

## Вторая кампания иТаласская битва
В конце 749 года, Шилидацело (失里怛伽羅), князь Тухоло (吐火羅, неточно отождествляется с Тохаристаном), доложил танцам, что князь Цеши (朅師, вероятно, ныне Северная Индия), договорился с Туфанем о блокировании и захвате танских войск расквартированных в малом Болюе, и предложил императору Сюань-цзуну отправить армию в тот район. Весной 750 года, императору Сюань-цзун отправил Гао Сяньчжи атаковать Цеши, захватить их царя Ботемо (勃特沒) и возвести сына Ботемо Суцзя (素迦) на престол. Был заключён мирный договор с Ши (石國, ныне Ташкент) и когда Ши убрало войска, Гао неожиданно атаковал. Он захватил царя Ши Чэбиши (車鼻施) и отправил его в Чанъань на казнь, вызывая на себя гнев местных царств, поскольку танцы казнили старых и слабых пленников. Гао также отобрал для себя трофеи после битвы — изрядный набор алмазов, несколько верблюдов, гружённых золотом, великолепных коней и другие сокровища. Весной 751 года, Гао лично вернулся в Чанъань, где, за свои заслуги был пожалован императором Сюань-цзуном почётным титулом Кайфу Итун Саньсы (開府儀同三司, это высшая почётная должность, причём гражданская) и назначил его цзедуши Хэси (河西, штаб-квартира Увэй, Ганьсу), тогда как текущий генерал-губернатор Хэси, Ань Сышунь, не желал покидать пост. Император Сюань-цзун, в итоге, позволил Аню остаться в Хэси, а Гао в Аньси.
Тем временем принц Ши бежал из плена и разнёс по соседним государствам весть о том, как Гао обошёлся с Ши и его населением. Соседние государства, в гневе, стали присягать на верность Аббасидскому халифату. Когда Гао узнал об этом, он решительно атаковал халифат с 30 000 солдат, достиг Таласа (ныне Кыргызстан) и встретил там Аббасидское войско. Армии сражались в жаркой битве пять дней, пока карлуки из войска Гао не повернулись против него. Танцы были разгромлены, выжило только несколько тысяч из 30 000, остатки спаслись благодаря отваге Ли Сые. Другим отличившимся в битве подчинённым Гао был Дуань Сюши, которого Гао представил к награждению после битвы. Битва окончила продвижение китайцев на запад, но Аббасиды также понесли большие потери и перестали продвигаться на восток. Гао был назначен генералом императорской гвардии. В 755 Гао получил титул герцога Миюня.

## Смерть
Также в 755 году, Ань Лушань, цзедуши Фаньяна (范陽, штаб-квартира в нынешнем Пекине), восстал против императора Сюань-цзуна. Император Сюань-цзун номинально назначил своего сына Ли Вана (李琬) принца Жуна командовать войсками для подавления мятежа Аня, Гао Сяньчжи был назначен заместителем принца. Гао собрал 50 000 воинов в Чанъани и занял позицию в округе Шань (陝郡, приблизительно нынешний Саньмэнься, Хэнань). Бянь Линчэн был назначен следить за Гао.
Тем временем, Фэн Чанцин был отправлен в восточную столицу Лоян для её защиты от Аня, прибыв в Лоян, Фэн обнаружил, что его армия недостаточно вооружена. Вскоре он был разбит. Фэн отступил в Шань, и стал доказывать Гао, что Шань неудобна для обороны и им надо отступить в Тунгуань, который удобней защищать. Гао согласился и они оба отбыли к Тунгуань. Когда впоследствии войска Аня напали на Тунгуань, они не могли захватить его, что историки приписывают мерам принятым Гао.
С Бянем Гао стал ссориться поскольку Бянь запрещал Гао встречи. Вернувшись в столицу Бянь обвинил Фэна в преувеличении сил Лушаня, Гао в самовольном оставлении Шаня, и обоих в задержках поставок припасов и наград воинам ради собственного обогащения. Сюань-цзун поверил Бяню и приказал казнить Гао и Фэна. Когда Бянь вернулся в Тунгуань, он сначала прочитал указ о казни Фэна. Только когда Фэн был обезглавлен, Бянь стал зачитывать указ о казни Гао. Гао закричал:
Я отступил, когда столкнулся с бандитами [(т. е. армия Аня)], и за это я должен умереть.  Но я клянусь Небом вверху и Землёй внизу — обвинения, что украл солдатские припасы и награды являются ложью!
Солдаты стали просить за Гао, но Бянь всё же обезглавил его. Перед тем как его казнили, Гао посмотрел на тело Фэна и сказал:.
Фэн Эр [(т. e., второй сын рода Фэн, это значит, что у Фэна был старший брат)], ты достиг значимости из незначительности. Я выдвинул тебя быть мои помощником, и ты стал после меня цзедуши. Это судьбы, что мы умрём здесь сегодня.

## Наследие
Поражение Гао, ознаменовавшее конец танской экспансии на запад, было частично беллитризировано в коротком рассказе современного китайского историка Бо Яна под названием Ташкентская резня — там, где китайцы были прокляты! (塔什干屠城—就在這裡, 中國人受到詛咒!), в котором описал выдуманное проклятие царицы Ши, проклявшей Тан и китайцев за коварство Гао.